# بخش رزرو (شهرستان پارک، ایندیانا)
بخش رزرو (به انگلیسی: Reserve Township) یک منطقهٔ مسکونی در ایالات متحده آمریکا است که در شهرستان پارک، ایندیانا واقع شده‌است. بخش رزرو ۱٬۴۲۳ نفر جمعیت دارد و ۱۹۰ متر بالاتر از سطح دریا واقع شده‌است.